# Friedlanderia cicatricella
Friedlanderia cicatricella är en fjärilsart som beskrevs av Jacob Hübner 1824. Friedlanderia cicatricella ingår i släktet Friedlanderia och familjen Crambidae. Inga underarter finns listade i Catalogue of Life.